# Carlos Eduardo Alves
Carlos Eduardo Nunes Alves (Rio de Janeiro, 5 de junho de 1959) é um advogado e político brasileiro, ex-prefeito de Natal. Foi eleito prefeito da capital potiguar nas eleições de 2012, tendo seu mandato iniciado em 1 de janeiro de 2013, e foi reeleito em 2016, ainda no primeiro turno, com 63,42% dos votos válidos, totalizando 225.741 votos. Em 6 de abril de 2018, renunciou ao mandato para disputar as eleições de outubro do mesmo ano. Antes disso, ele havia governado a mesma cidade entre 2002 e 2008.

## Biografia
Formou-se em direito pela Universidade Santa Úrsula, embora não seja advogado, pois não possui registro junto à Ordem dos Advogados do Brasil (OAB). Filho do ex-prefeito do município, Agnelo Alves (cassado durante a ditadura militar), desenvolveu atividade política em Natal e elegeu-se deputado estadual em 1986.
Em 2000, foi eleito vice-prefeito de Natal, tendo assumido a prefeitura em 2002, quando da renúncia da então prefeita, Wilma de Faria, para candidatar-se ao governo do estado. Reelegeu-se prefeito em 2004.
É  sobrinho do ex-governador e ex-ministro de estado Aluísio Alves. É também primo do ex-governador do Rio Grande do Norte Garibaldi Alves Filho, outro sobrinho de Aluísio Alves. Faz parte de uma família acusada de práticas oligárquicas e que disputa há muitos anos o domínio da política no Estado do Rio Grande do Norte. Durante a Ditadura Militar os irmãos Agnelo e Aluísio Alves, opositores do regime instalado com o golpe, sofreram cassação por Ato Institucional do Presidente da República que resultou na suspensão do exercício de seus direitos políticos durante dez anos, acusados de suposta corrupção, tendo respondido a diversos Inquéritos Policiais Militares (IPMs).
Após o término do mandato de Carlos Eduardo como prefeito de Natal, estourou o escândalo dos remédios vencidos em que a gestão deste deixou oito toneladas de remédios se vencerem no qual todos foram descartados.
Em 2010, foi candidato ao governo do estado do Rio Grande do Norte pelo PDT, ficando na terceira posição com 160 828 votos (10,37%). A vencedora do pleito foi Rosalba Ciarlini, do DEM.
Na eleição municipal de Natal em 2012, Carlos Eduardo lançou-se novamente candidato à prefeitura pelo PDT, tendo a ex-governadora do Rio Grande do Norte, Wilma de Faria, do PSB, como sua candidata a vice. O primeiro turno foi realizado dia 7 de outubro, e Carlos Eduardo terminou em primeiro lugar, com 153 464 votos (40,42%). Dessa forma, qualificou-se para disputar o segundo turno, no dia 28 de outubro, contra seu concorrente Hermano Moraes, do PMDB. No segundo turno, Carlos Eduardo foi eleito com 214 687 votos, o correspondente a 58,31% dos votos válidos.
Carlos Eduardo disputou a reeleição  na eleição municipal de Natal em 2016 e foi eleito, ainda no primeiro turno, com 225 741 votos, o que correspondeu a 63,42% dos votos válidos. Tomou posse em 1 de janeiro do ano seguinte.
Em 6 de abril de 2018, Carlos Eduardo renunciou ao cargo de prefeito de Natal para se candidatar ao governo do Rio Grande do Norte nas eleições de outubro do mesmo ano. Seu vice, Álvaro Dias, assumiu a prefeitura. Foi candidato a governador nas eleições estaduais no Rio Grande do Norte em 2018, indo ao segundo turno, mas sendo derrotado pela então senadora Fátima Bezerra.

## Desempenho em Eleições
| Ano  | Eleição                         | Partido | Cargo                                       | Votos   | %                 | Resultado  | Ref    |
| ---- | ------------------------------- | ------- | ------------------------------------------- | ------- | ----------------- | ---------- | ------ |
| 1986 | Estadual do Rio Grande do Norte | PMDB    | Deputado Estadual                           | 24.367  | 2,62%             | Eleito     | [ 1 ]  |
| 1990 | Estadual do Rio Grande do Norte | PMDB    | Deputado Estadual                           | 14.920  | 1,57%             | Eleito     | [ 1 ]  |
| 1994 | Estadual do Rio Grande do Norte | PMDB    | Deputado Estadual                           | 21.556  | 2,67%             | Eleito     | [ 1 ]  |
| 1998 | Estadual do Rio Grande do Norte | PMDB    | Deputado Estadual                           | 41.689  | 3,71%             | Eleito     | [ 1 ]  |
| 2000 | Municipal de Natal              | PMDB    | Vice-Prefeito Titular: Wilma de Faria (PSB) | 178.016 | 57,71% (1º Turno) | Eleito     | [ 1 ]  |
| 2004 | Municipal de Natal              | PSB     | Prefeito                                    | 137.664 | 37,30% (1º Turno) | Eleito     | [ 6 ]  |
| 2004 | Municipal de Natal              | PSB     | Prefeito                                    | 192.513 | 51,92% (2º Turno) |            | [ 6 ]  |
| 2010 | Estadual do Rio Grande do Norte | PDT     | Governador                                  | 160.828 | 10,37% (3º Lugar) | Não Eleito | [ 8 ]  |
| 2012 | Municipal de Natal              | PDT     | Prefeito                                    | 153.464 | 40,42% (1º Turno) | Eleito     | [ 1 ]  |
| 2012 | Municipal de Natal              | PDT     | Prefeito                                    | 214.687 | 58,31% (2º Turno) |            | [ 1 ]  |
| 2016 | Municipal de Natal              | PDT     | Prefeito                                    | 225 741 | 63,42% (1º Turno) | Eleito     | [ 2 ]  |
| 2018 | Estadual do Rio Grande do Norte | PDT     | Governador                                  | 525.933 | 32,04% (1º Turno) | Não Eleito | [ 13 ] |
| 2018 | Estadual do Rio Grande do Norte | PDT     | Governador                                  | 753.035 | 42,40% (2º Turno) |            | [ 13 ] |
| 2022 | Estadual do Rio Grande do Norte | PDT     | Senador                                     | 565.235 | 33,40% (2º Lugar) | Não Eleito | [ 14 ] |
| 2024 | Municipal de Natal              | PSD     | Prefeito                                    | 93.013  | 23,95% (3º Lugar) | Não Eleito | [ 15 ] |